# Бофенау
Бофенау (нім. Bovenau) — громада в Німеччині, розташована в землі Шлезвіг-Гольштейн. Входить до складу району Рендсбург-Екернферде. Складова частина об'єднання громад Айдерканаль.
Площа — 26,2 км2. Населення становить 1093 ос. (станом на 31 грудня 2020).

## Галерея

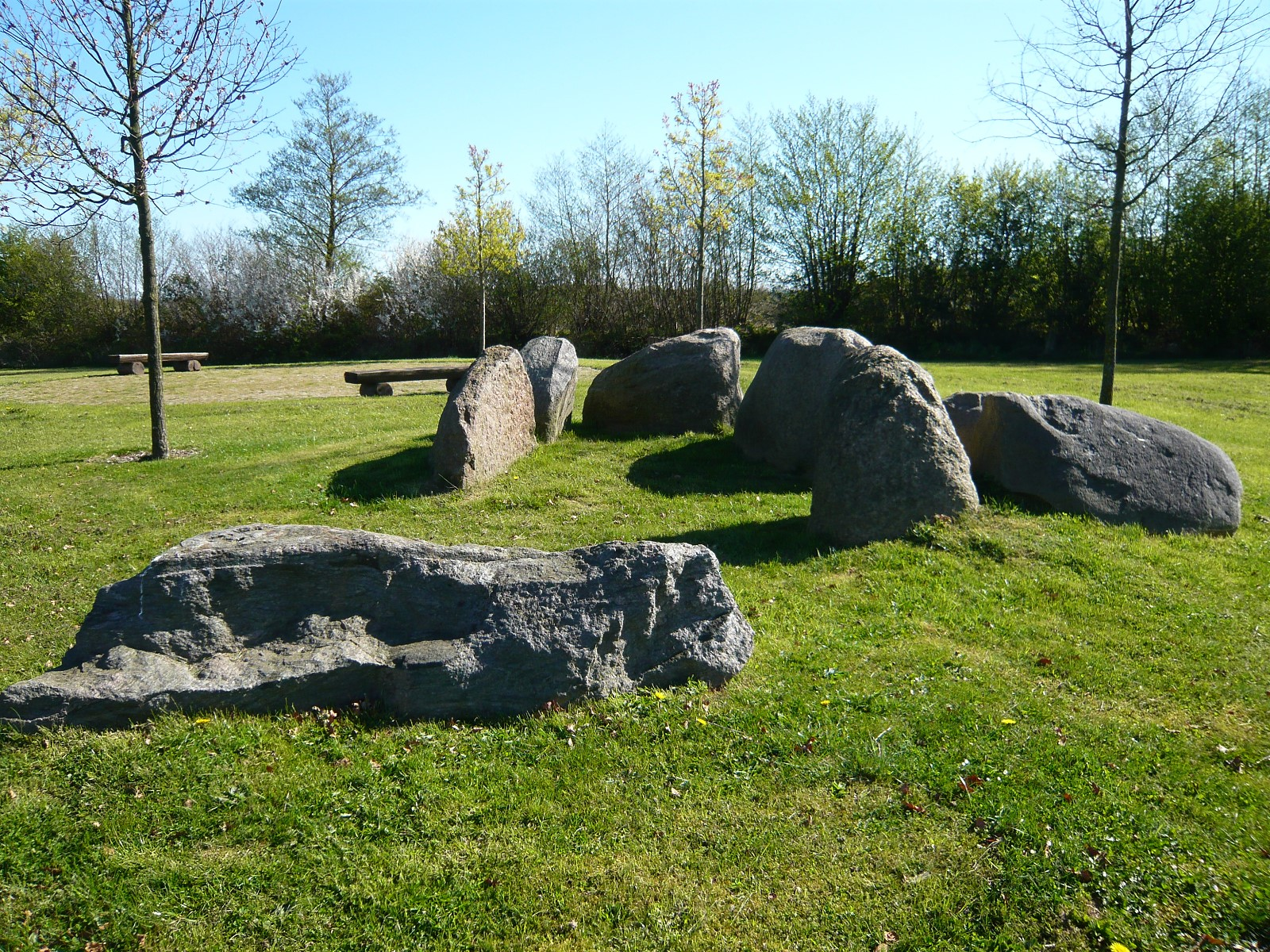
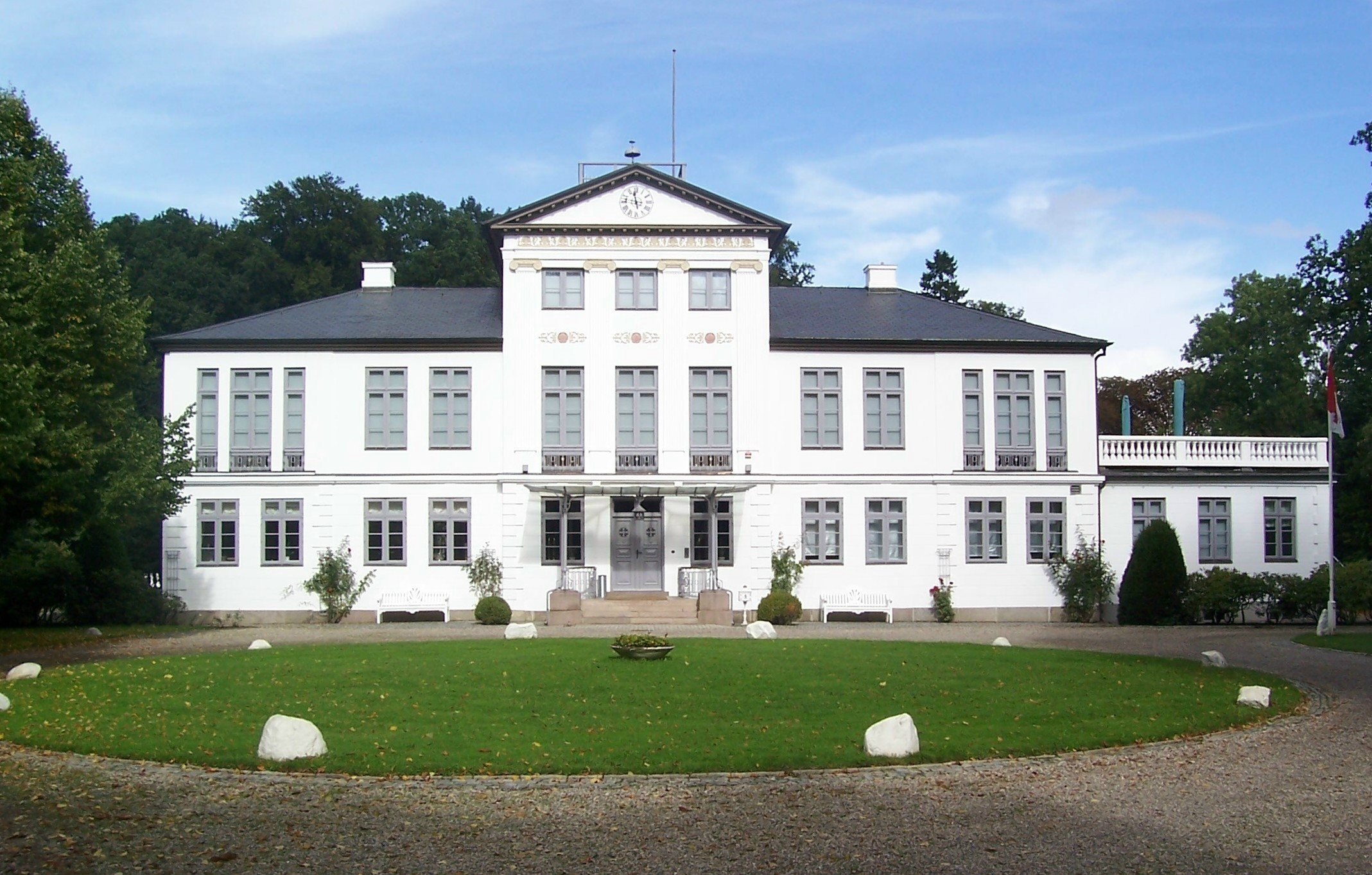
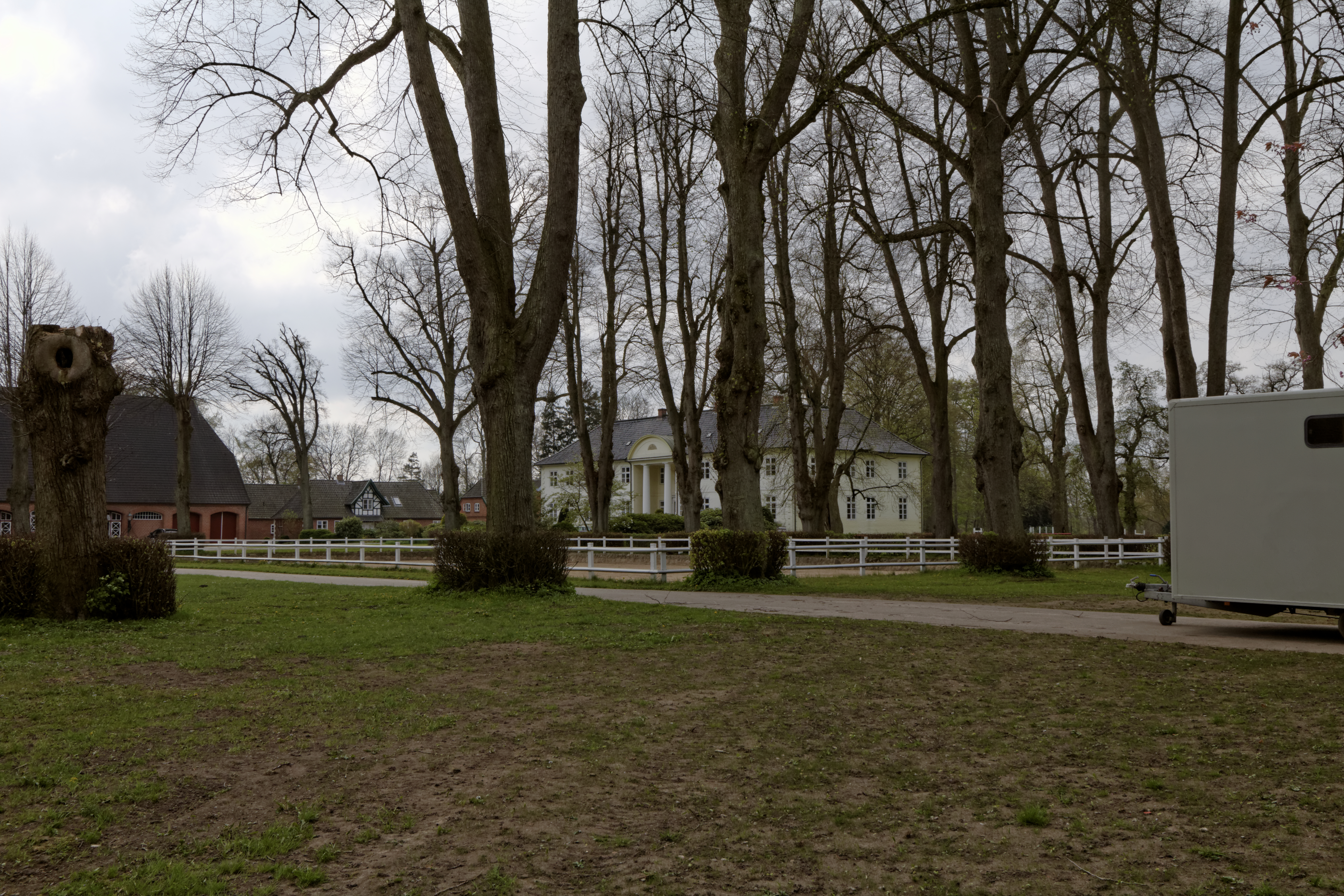
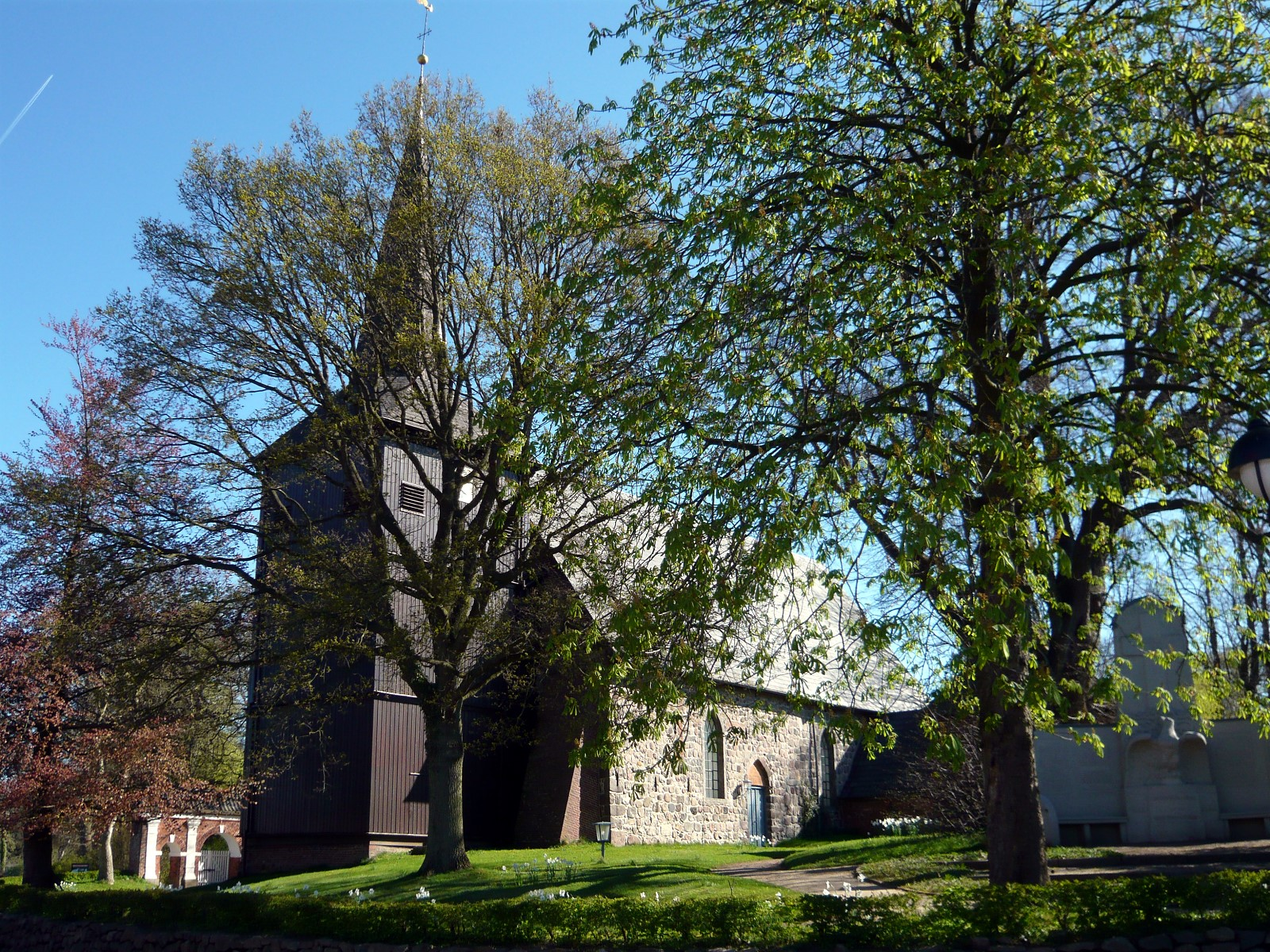